# Garnierit

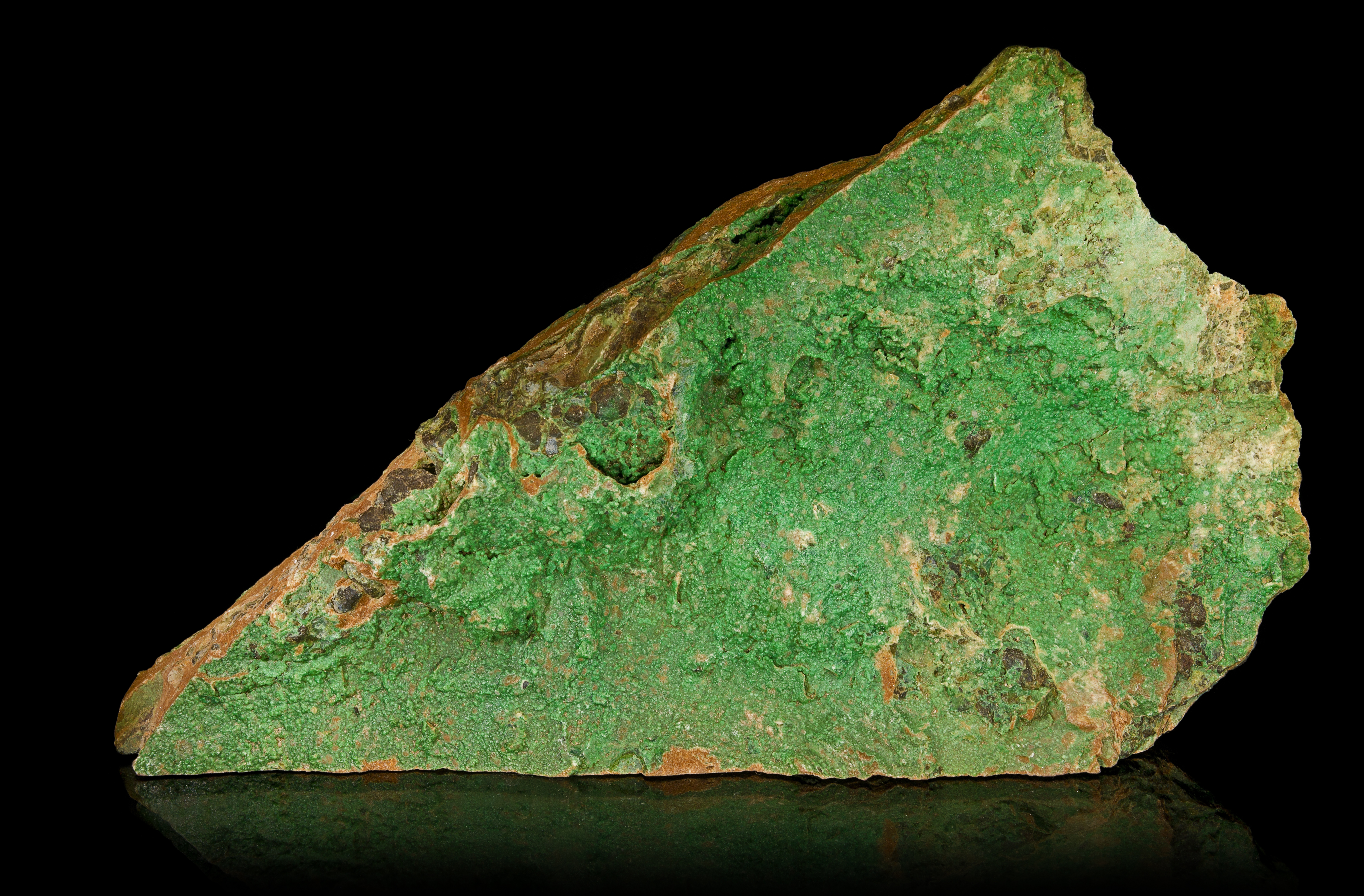
Garnierit

Garnierit ist ein Sammelbegriff für ein grünes Nickelerz, das in Taschen und Klüften innerhalb verwitterter ultramafischer Gesteine (vor allem Serpentinit) auftritt. Es bildet sich bei der lateritischen Verwitterung ultramafischer Gesteine und kommt in zahlreichen lateritischen Nickellagerstätten in der Welt vor.
Benannt wurde Garnierit 1875 von Edward Daniel Clarke nach dem französischen Geologen Jules Garnier, der dieses Erz 1864 in Neukaledonien erstmals entdeckte. Da es in großer Menge nahe der Hauptstadt Nouméa vorkommt, wurde es synonym auch als Nouméait (nach Liversidge, 1874) bezeichnet.

## Zusammensetzung
Garnierit besteht aus einem oder mehreren Mineralen der Schichtsilikate Serpentin, Talk, Smektit, Chlorit und Sepiolith, in denen ein erheblicher Anteil des Magnesiums durch Nickel ersetzt ist. Für die nickelreichen Varietäten dieser Minerale existieren spezielle Namen.
Eine detaillierte Untersuchung der Garnierit-Erze der Falcondo-Mine in der Dominikanischen Republik ergab eine Zusammensetzung aus drei Mineralgruppen:
Talk – Willemseit (bis 25 Gewichts-% Ni); Lizardit (Serpentin) – Népouit (bis 34 Gewichts-% Ni); Sepiolith – Falcondoit (bis 24 Gewichts-% Ni).

## Entstehung
Die Lateritisierung ultramafischer Gesteine bewirkt eine starke Lösung von Magnesium und Silicium, die zu einer starken Rückstandsanreicherung von Eisen und Nickel in einer Goethit-reichen Oberflächenschicht führt (Nickel-Limoniterz). Ein Teil des Nickels wird in gelöster Form abwärts verlagert und in dem darunter liegenden verwitterten ultramafischen Gestein (Serpentinit-Zersatz) gebunden. Dieser Prozess führt zu einer allgemeinen, relativ geringen Nickelerhöhung im gesamten zersetzten Gestein (Nickel-Silikaterz, Nickel-Saprolith) und darüber hinaus zu einer Ausscheidung von Ni-reichem Garnierit in Taschen und Klüften des zersetzten Gesteins. Garnierit-Erz hat heutzutage nur noch eine geringe wirtschaftliche Bedeutung.